# Kanton Échirolles-Ouest
Kanton Échirolles-Ouest (fr. Canton d'Échirolles-Ouest) je francouzský kanton v departementu Isère v regionu Rhône-Alpes. Skládá se pouze ze západní části města Échirolles.